# Droga wojewódzka nr 622
Droga wojewódzka nr 622 (DW622) – droga wojewódzka w województwie mazowieckim o długości 21 km, łącząca Nasielsk z Borową Górą.